# Walter Houser Brattain
Walter Houser Brattain,, ameriški fizik, * 10. februar 1902, Amoj, Kitajska (sedaj Xiamen), † 13. oktober 1987, Seattle, Washington, ZDA.
Brattain je leta 1956 prejel Nobelovo nagrado za fiziko »za raziskave polprevodnikov in odkritje tranzistorskega pojava.«